# بيل أوكونيل
بيل أوكونيل (بالإنجليزية: Bill O'Connell)‏ هو عازف جاز وعازف بيانو أمريكي، ولد في 22 أغسطس 1953.

## وصلات خارجية
- بيل أوكونيل على موقع ميوزك برينز (الإنجليزية)
- بيل أوكونيل على موقع أول ميوزيك (الإنجليزية)
- بيل أوكونيل على موقع ديسكوغز (الإنجليزية)